# آن شولگین
لورا آن شولگین (انگلیسی: Laura Ann Shulgin; ۲۲ مارس ۱۹۳۱ – ۹ ژوئیهٔ ۲۰۲۲) مؤلف اهل ایالات متحده آمریکا بود. وی به همراه همسر خود الکساندر شولگین کتاب‌های PiHKAL و TiHKAL را تالیف نمودند.